# UK (zespół muzyczny)
UK – brytyjski zespół rockowy istniejący w latach 1977–1980 i 2011–2015. W skład utworzonej w 1977 supergrupy wchodzili znani wówczas muzycy:
- John Wetton (ex Family, King Crimson, Bryan Ferry, Uriah Heep) – wokal, gitara basowa
- Bill Bruford (ex Yes, King Crimson, Genesis) – perkusja
- Eddie Jobson (ex  Curved Air, Roxy Music, Frank Zappa) – skrzypce, instrumenty klawiszowe
- Allan Holdsworth (ex Nucleus, Soft Machine, Jean-Luc Ponty, solowe projekty Bruforda) – gitara

Bruford i Wetton tworzyli wcześniej sekcję rytmiczną w grupie King Crimson.

## Historia
Pierwszy album zespołu zatytułowany U.K. przyniósł muzykę utrzymaną w kanonie rocka progresywnego. Elementami wyróżniającymi UK były często jazzowe harmonie, nietypowa rytmika, sola skrzypiec i wirtuozeria muzyków.
Po nagraniu pierwszej płyty zespół opuścili Bruford i Holdsworth, dołączył zaś Terry Bozzio (perkusja, ex Frank Zappa). W trzyosobowym składzie zespół nagrał płytę Danger Money, która choć zbliżona do debiutu, zawierała większy potencjał komercyjny. Zespół rozpadł się w 1980, powodami były animozje muzyków oraz słaba sprzedaż płyt (koniec lat 70. to era eksplozji muzyki punk).
W latach 1995–1997 krążyły pogłoski o reaktywacji zespołu. Byli muzycy oryginalnego składu UK wraz ze Steve'em Hacketem rozpoczęli nagranie płyty. Ze współpracy zrezygnował wkrótce Wetton. Nagranie przerodziło się w solową płytę Jobsona, Legacy, która nie została wydana, poza kilkoma utworami umieszczonymi na składankach.
W roku 2007 Jobson utworzył grupę UKZ nawiązującą nazwą i stylem do dokonań UK.
Z okazji 30 rocznicy wydania pierwszego albumu UK Jobson przygotował specjalny skład formacji U-Z z którą na trzy koncerty przyjechał do Polski; poza Jobsonem skład ten tworzyli wokalista i basista UK John Wetton, gitarzysta Greg Howe, perkusista UKZ Marco Minnemann oraz basista Tony Levin (ex King Crimson). Grupa wykonywała materiał zespołów UK oraz King Crimson.
W 2015 reaktywowany zespół wystąpił na dwóch koncertach w Polsce, rozpoczynając trasę „Final World Tour”; tym razem skład tworzyli, jak poprzednio, Jobson i Wetton, jak również znani z projektu Planet X: Virgil Donati – perkusja oraz Alex Machacek – gitara elektryczna, instrumenty klawiszowe.

## Muzycy
| Byli członkowie zespołu - Eddie Jobson – instrumenty klawiszowe, wokal wspierający, skrzypce (1977–1980, 2011–2015) - John Wetton (zmarły) – gitara basowa, wokal prowadzący (1977–1980, 2011–2015) - Bill Bruford – perkusja, instrumenty perkusyjne (1977–1978) - Allan Holdsworth (zmarły) – gitara (1977–1978) - Terry Bozzio – perkusja, instrumenty perkusyjne (1978–1980, 2012–2013) | Muzycy koncertowi - Alex Machacek – gitara (2011, 2012–2015) - Marco Minnemann – perkusja, instrumenty perkusyjne (2011, 2013) - Gary Husband – perkusja, instrumenty perkusyjne (2012) - Virgil Donati – perkusja, instrumenty perkusyjne (2013, 2014) - Mike Mangini – perkusja, instrumenty perkusyjne (2015) |

## Dyskografia
- U.K. (1978)
- Danger Money (1979)
- Night After Night – Live (1979)
- Concert Classics, Vol. 4 – Live (1999)
- Reunion – Live in Tokyo (2013) – koncert z 2011 roku
- Curtain Call (2015) – koncert z 2013 roku